# Roy Harvey Pearce
Roy Harvey Pearce (* 2. Dezember 1919 in Chicago; † 27. August 2012) war ein amerikanischer Literaturwissenschaftler.

## Biografie
Pearce studierte an der University of California, Los Angeles (B.A. 1940, M.A., 1942) und promovierte an der Johns Hopkins University (Ph.D., 1945). 1945–46 lehrte er zunächst an der Ohio State University, 1946–49 dann als Assistenzprofessor an der University of California, Berkeley. 1949 kehrte er an die Ohio State University zurück, wo er 1954 ordentlicher Professor wurde. 1961–62 lehrte er als Fulbright-Professor an der Universität Bordeaux.
1963 folgte er einem Ruf an die University of California, San Diego, wo er den neugegründeten Fachbereich für Literatur aufbaute, dem er bis zu seinem Tod als Distinguished Professor Emeritus verbunden war. 1966 wurde er in die American Academy of Arts and Sciences gewählt. 1968 stiftete er der Universitätsbibliothek der UCSD seine Sammlung von Erstausgaben neuerer amerikanischer Dichtung und begründete so das Archive for New Poetry, heute mit über 35.000 Bänden eines der größten Archive seiner Art. 1995 rief es den Roy Harvey Pearce Prize ins Leben, einen jährlich vergebenen Preis für zeitgenössische Dichtung.

## Werke
- (Hrsg. mit William Matthews):  An Annotated Bibliography of American Diaries Written Prior to the Year 1861. University of California Press, Berkeley 1945.
- Colonial American Writing. Rinehart, New York 1951. 2., revidierte Ausgabe: Holt, Rinehart and Winston, New York 1969. ISBN 0-03-073015-5
- The Savages of America: A Study of the Indian and the Idea of Civilization. Johns Hopkins Press, Baltimore 1953.
  - 2., revidierte Ausgabe erschienen als Savagism and Civilization 1965. 3., revidierte Ausgabe: University of California Press, Berkeley, 1988. ISBN 0-520-06227-2; Reprint: Johns Hopkins University Press, Baltimore 2001. ISBN 0-8018-6996-X
- mit Edwin Harrison Cady und Frederick J Hoffman: The Growth of American Literature. American Book Co., New York 1956.
- The Continuity of American Poetry. Princeton University Press, 1961. 2., erweiterte Ausgabe: Wesleyan University Press (Scranton, PA), 1987.
- (Hrsg.): Walt Whitman: Leaves of Grass. Cornell University Press, Ithaca 1961.
- (Hrsg. mit Matthew J. Bruccoli): Henry James: The American. Houghton Mifflin, Boston 1962.
- (Hrsg.): Whitman: A Collection of Critical Essays. Prentice-Hall, Englewood Cliffs NJ 1962.
- (Hrsg. mit William Charvat und Claude Simpson): Nathaniel Hawthorne: Centenary Edition of the Writings of Nathaniel Hawthorne. Ohio State University Press, 1962-.
- (Hrsg.): Hawthorne Centenary Essays. Ohio State University Press, 1964. (Digitalisat auf den Seiten des Verlags im Vollzugriff verfügbar)
- (Hrsg. mit J. H. Miller): The Act of the Mind: Essays on the Poetry of Wallace Stevens and J. Hillis Miller. Johns Hopkins Press, Baltimore 1965.
- (Hrsg.): Experience in the Novel. Columbia University Press, New York 1968.
- Historicism Once More: Problems and Occasions for the American Scholar. Princeton University Press, Princeton NJ 1969.
- (Hrsg.): Nathaniel Hawthorne: Tales and Sketches. Library of America, New York 1982. ISBN 978-0-940450-03-5
- (Hrsg. mit Gabriel A. Almond u. a.): Progress and Its Discontents. University of California Press, Berkeley 1982. ISBN 0-520-04478-9
- Gesta Humanorum: Studies in the Historicist Mode. University of Missouri Press, Columbia MO 1987. ISBN 0-8262-0637-9